# Johann Georg (Sachsen-Weißenfels)

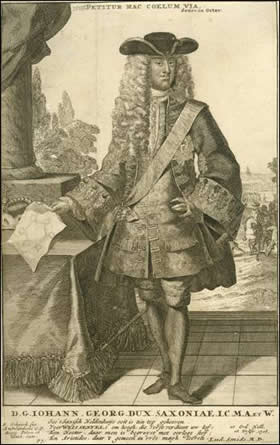
Herzog Johann Georg von Sachsen-Weißenfels mit Allongeperücke und im Hofkostüm; neben ihm der Fürstenhut; er trägt Schulterband und Bruststern des Elefanten-Ordens

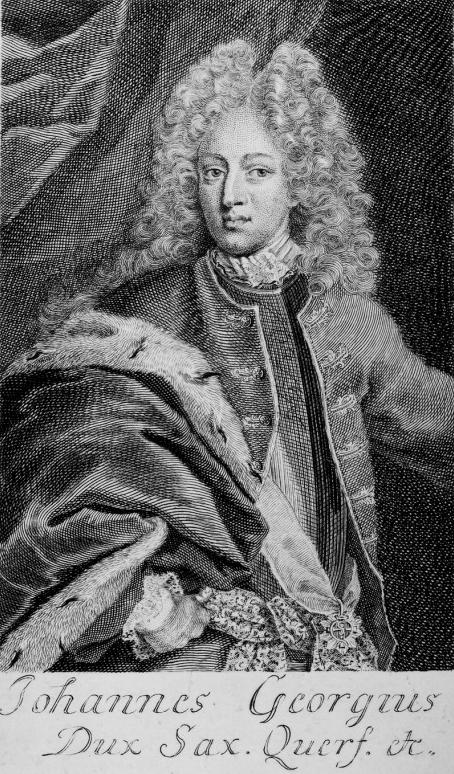
Herzog Johann Georg von Sachsen-Weißenfels mit Allongeperücke und im Hofkostüm mit Hermelinmantel als Zeichen fürstlicher Würde

Johann Georg von Sachsen-Weißenfels (* 13. Juli 1677 in Halle; † 16. März 1712 in Weißenfels) war der dritte Herzog der kursächsischen Sekundogenitur Sachsen-Weißenfels sowie Fürst von Sachsen-Querfurt und entstammte einer Seitenlinie der albertinischen Wettiner.

## Familie
Johann Georg war der dritte Sohn des Herzogs Johann Adolf I. von Sachsen-Weißenfels und dessen Gemahlin Johanna Magdalena von Sachsen-Altenburg, Tochter des Herzogs Friedrich Wilhelm II. von Sachsen-Altenburg.

## Regierung im Herzogtum
Da seine beiden älteren Brüder bereits im Kindesalter verstorben waren, folgte Johann Georg seinem Vater Johann Adolf I. 1697 auf den herzoglichen Thron. Auf Grund seiner Minderjährigkeit bei Regierungsantritt übernahm kurzzeitig Kurfürst Friedrich August I. von Sachsen die Vormundschaft. Da selbiger später zur Gewinnung der polnischen Königskrone zum katholischen Glauben konvertieren musste, vertraute ihm dieser wiederum 1700 stellvertretend die Direktion des Corpus Evangelicorum an.
Wie schon seine beiden Vorgänger neigte auch Johann Georg zu großer höfischer Prachtentfaltung, in deren Rahmen er sich eigens zum Bau eines kleinen Flusshafens für seine Lustflottille hinreißen ließ, um sich, seine Gattin und den Hof auf Saale-Fahrten zu vergnügen. Der gebildete Herzog betätigte sich jedoch auch als großer Förderer der Künste und Wissenschaften. Unter seiner Regentschaft gelangte die Stadt Weißenfels zu enormer Blüte und gehörte zusammen mit dem kursächsischen Dresden zu den wirtschaftlichen und kulturellen Zentren im mitteldeutschen Raum. Jedoch vergrößerte er durch seinen Lebenswandel den schon unter seinen Vorgängern angehäuften Schuldenberg beträchtlich und trug so mit zum finanziellen Ruin bei, der schließlich unter seinem ebenfalls verschwendungssüchtigen Bruder und Nachfolger eintrat.
Zur Aufrechterhaltung von Sicherheit und Ordnung bei Festen und Aufzügen veranlasste Johann Georg noch vor seiner Huldigung die Errichtung von Bürgerkompanien, zu deren Dienst männliche Einwohner herangezogen wurden.
Beim Eindringen der Schweden in den sächsischen Raum während des Großen Nordischen Krieges konnte er die Besetzung seines Fürstentums von 1706 bis 1707 nicht verhindern.
In Anlehnung an den „Palmenorden“ des Großvaters August, den dieser im Zusammenhang mit seiner Eigenschaft als Oberhaupt der Fruchtbringenden Gesellschaft begründet hatte, errichtete Johann Georg am 24. Juni 1704 den an ritterlichen Tugenden orientierten Ordre de la noble Passion (Orden der edlen Leidenschaft) und gab diesem das Motto „J’aime L’ honneur, qui vient par la vertu“ (frz. „Ich liebe die Ehre, die von der Tugend kommt“). Die Statuten, die der Herzog selbst – sowohl in deutscher als auch französischer Sprache – verfasste, verlangten neben einer adeligen Herkunft auch einen untadeligen Lebenswandel.
Herzog Johann Georg wurde in einem Zinnprunksarg in der Fürstengruft der Schlosskirche von Neu-Augustusburg beigesetzt.
Da sein einziger Sohn Erbprinz Johann Georg nicht einmal das erste Lebensjahr überlebte, ging der herzogliche Thron auf seinen Bruder Christian über.

## Ehe und Nachkommen
Seine einzige Ehe schloss er am 7. Januar 1698 in Jena mit Friederike Elisabeth von Sachsen-Eisenach, der Tochter Johann Georgs I., Herzog von Sachsen-Eisenach aus dessen Ehe mit Johanetta von Sayn-Wittgenstein-Sayn.
Mit seiner Gemahlin hatte er folgende Kinder:
- Friederike Elisabeth (* 4. August 1701 in Weißenfels; † 28. Februar 1706 in Weißenfels), Prinzessin von Sachsen-Weißenfels
- Johann Georg (* 20. Oktober 1702 in Weißenfels; † 5. März 1703 in Weißenfels), Erbprinz von Sachsen-Weißenfels
- Johannetta Wilhelmine (* 31. Mai 1704 in Weißenfels; † 9. Juli 1704 in Weißenfels), Prinzessin von Sachsen-Weißenfels
- Johannetta Amalia (* 8. September 1705 in Weißenfels; † 7. Februar 1706 in Weißenfels), Prinzessin von Sachsen-Weißenfels
- Johanna Magdalena (* 17. März 1708 in Weißenfels; † 25. Januar 1760 in Leipzig), Prinzessin von Sachsen-Weißenfels ⚭ Ferdinand, Herzog von Kurland und Semgallen
- Friederike Amalia (* 1. März 1712 in Weißenfels; † 31. Januar 1714 in Weißenfels), Prinzessin von Sachsen-Weißenfels